# Scévole (I.) de Sainte-Marthe

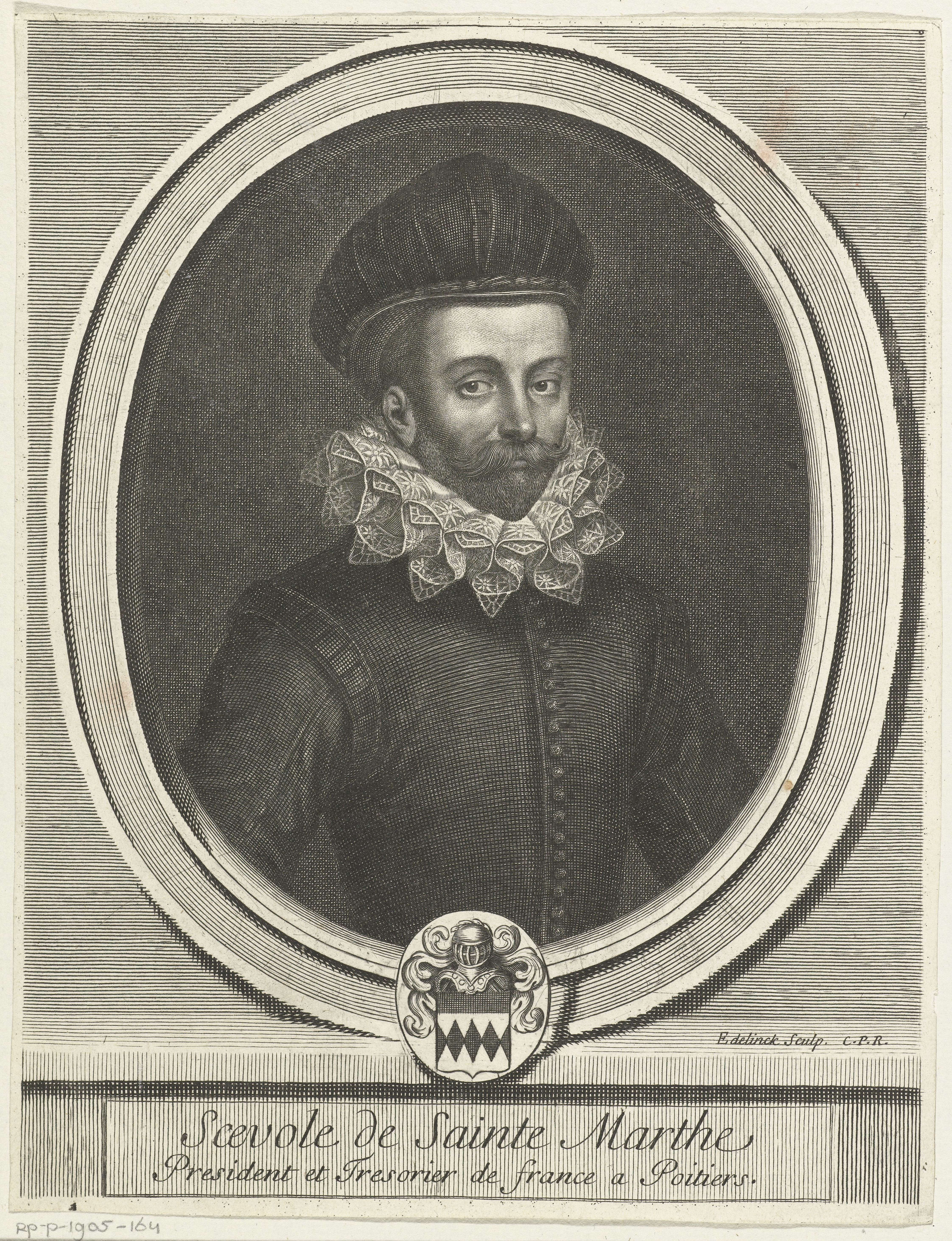
Scévole de Sainte-Marthe

Scévole de Sainte-Marthe (* 2. Februar 1536 in Loudun; † 29. März 1623 ebenda) war ein französischer Schriftsteller, der Werke in französischer und neulateinischer Sprache publizierte.

## Leben und Werk
Gaucher (II.), genannt Scévole (I.) de Sainte-Marthe war oberster Finanzverwalter in der Provinz Poitou und Bürgermeister von Poitiers. Er betätigte sich 60 Jahre lang als Autor in den Sprachen Latein und Französisch. Derzeit werden von Jean Brunel und Pierre Martin seine gesammelten Werke (einschließlich Übersetzung der lateinischen Texte) in sechs Bänden herausgegeben (5 Bde. erschienen, 2010–2016). Berühmt ist seine Paedotrophia von 1584, ein Traktat über Säuglingspflege in lateinischen Versen, der von seinem Enkel Abel de Sainte-Marthe (1626–1706) unter dem Titel La Manière de nourrir les enfans à la mammelle („Wie Babys gestillt werden sollen oder: Säuglingshygiene“; Paris 1698) ins Französische übersetzt wurde. Zu den Klassikern der französischen Dichtung gehört sein Gedicht J’ai passé mon printemps, mon été, mon automne.

## Werke (Auswahl)
- Scaevolae Sammarthani Paedotrophiae libri tres, Paris, Patisson, 1584.
  - La Manière de nourrir les enfans à la mammelle, Paris, 1698.
- Opera latina et gallica, 2 Bde., Genf, Slatkine, 1972 (Nachdruck einer Ausgabe von 1633).
- Éloges des Hommes Illustres, qui depuis un siècle ont fleuri en France dans la profession des Lettres, composés en Latin par Scévole de Sainte-Marthe, übersetzt von Guillaume Colletet, Paris, A. de Sommaville, 1644.
- Œuvres complètes, hrsg. von Jean Brunel, unter Mitwirkung von Pierre Martin, Genf, Droz, 2010 ff. (6 Bde. geplant)
  - I. Première partie. Œuvres de jeunesse et Les premières œuvres (Livre I). Deuxième partie. Les premières œuvres (Livres II à IV), 2010
  - II. Publications 1569–1572. Le second Volume (1573). Canticorum Paraphrasis Poëtica (1573). Hymne de G. Aubert (circa 1573), 2012
  - III. Opera 1575. Publications 1575–1578. Les Oeuvres (1579), 2013
  - IV. Pædotrophiæ Libri III. Publications des années 1580–1587. Poemata 1587. Publications des années 1588–1592, 2015
  - V. Derniers recueils poétiques 1596-1629, 2016

### Handbuchliteratur
- Anthologie poétique française. XVIe siècle. 2, hrsg. von Maurice Allem, Paris, Garnier-Flammarion, 1965, S. 185–190.